# Waginger See
Waginger See – jezioro oraz obszar wolny administracyjnie (gemeindefreies Gebiet) w Niemczech w kraju związkowym Bawaria, w rejencji Górna Bawaria, w regionie Südostoberbayern, w powiecie Traunstein. Obszar jest niezamieszkany. Powierzchnia jeziora wynosi 9 km².